# 法塞特費萊特山
72°33′S 2°59′W / 72.550°S 2.983°W
法塞特費萊特山是南極洲的山峰，位於東部南極洲的毛德皇后地，屬於博格地塊的一部分，處於弗洛格斯塔倫山以北，海拔高度2,425米。